# Бойрен (Кохем-Целль)
Бойрен (нем. Beuren) — община в Германии, в земле Рейнланд-Пфальц.
Входит в состав района Кохем-Целль. Подчиняется управлению Ульмен. Население составляет 463 человека (на 31 декабря 2010 года). Занимает площадь 10,63 км².